# Bhut jolokia

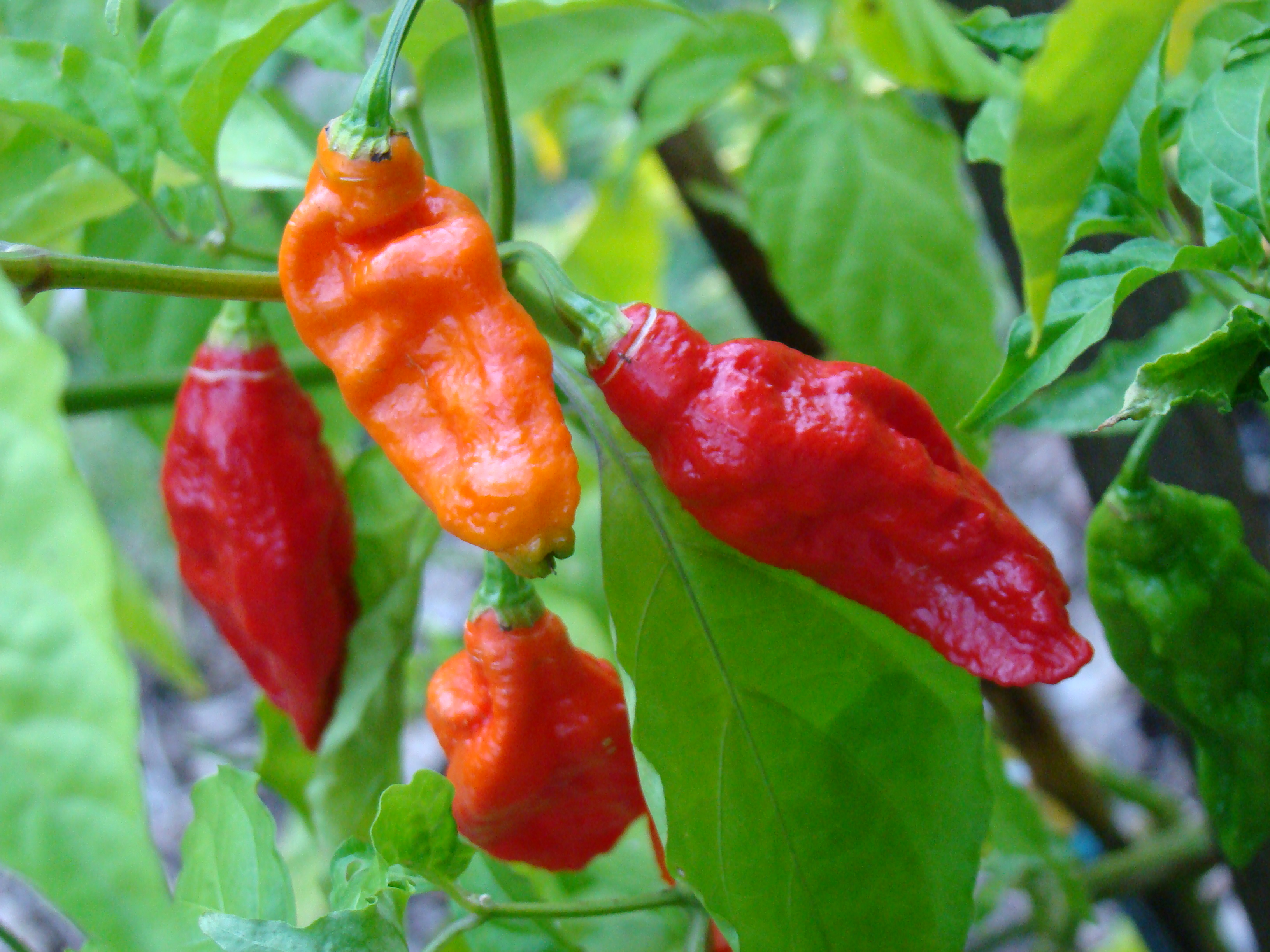
Bhut jolokia

El Bhut jolokia també conegut com a bitxo fantasma i naga jolokia, és un híbrid interespecífic de pebrot bitxo cultivat al nord-est de l'ïndia als estats d'Arunachal Pradesh, Assam, Nagaland i Manipur. És un híbrid entre les espècies de pebrotera Capsicum chinense i Capsicum frutescens i està estretament emparentat amb el Naga Morich de Bangladesh.
L'any 2007, els Guinness World Records certificaren que aquest híbrid era el bitxo més picant del món amb més d'un milio en l'escala Scoville. Tanmateix l'any 2011 va ser superat en picantor per l'Infinity chili seguit per Naga Viper, el Trinidad moruga scorpion el 2012 i el Carolina Reaper el 2013.